# Dunaszeg
Dunaszeg is een plaats (község) en gemeente in het Hongaarse comitaat Győr-Moson-Sopron. Dunaszeg telt 1678 inwoners (2001).